# 생방송 퀴즈쇼 운수대통
《생방송 퀴즈쇼 운수대통》은 SBS에서 방송된 2012년 퀴즈 프로그램으로 시청자의 문자 참여로 이루어지며 생방송으로 진행된다. SBS의 정규 방송 《세대공감 1억 퀴즈쇼》의 설 특집판으로 최종 문제 정답자에게는 최신형 경차 1대가 지급된다.

## 출연자

### 방송 진행
- 지석진, 장윤정

### 상품 소개
- SBS 개그 투나잇 '하오&차오' 멤버

## 참여 방법

### SMS 메시지 참여(100원/1건)
- 휴대전화 문자 메시지 창을 연다.
- 퀴즈의 정답을 입력한다.
- '#1215' 번호로 제한 시간 내에 문자메시지를 보낸다.
- 문자 정보이용료 100원은 기술 운용비를 제외한 전액이 SBS 희망 TV를 통해 도움이 필요한 어린이들을 위해 쓰인다.

### M& 모바일 메신저 참여(무료)
- M& 애플리케이션을 설치한다.
- 'MEDIA' 메뉴를 실행한다.
- 'SBS 1억 퀴즈쇼'를 터치한다. 1억 퀴즈쇼 메시지 창에서도 운수대통 참여가 가능하다.
- '퀴즈쇼 참여하기'버튼을 터치한다.
- 'TALK' 창이 열린다.
- 퀴즈의 정답을 입력하고 'SEND' 버튼을 터치하여 전송한다.

## Final Round 진행 방식
- 정답자 중 추첨된 100명에게는 10만원권 백화점 상품권이 주어진다.
- 그 중 1명을 추첨한 다음 4지선다 순서 나열 문제를 출제해서 정답자가 나올 때까지 다음 번호를 연결한다.